# Буйновичский сельсовет
Буйновичский сельсовет — административная единица на территории Лельчицкого района Гомельской области Белоруссии. Административный центр — агрогородок Буйновичи.

## История
1 декабря 2013 года в состав сельсовета включены населённые пункты упразднённого Острожанского сельсовета (Заполье, Конопелька, Мирное, Острожанка, Сом, Убортская Рудня).

## Состав
Буйновичский сельсовет включает 17 населённых пунктов:
1. Буда-Софиевка — деревня.
2. Буйновичи — агрогородок.
3. Забережница — деревня.
4. Заполье — деревня.
5. Зарубаное — деревня.
6. Заходы — деревня.
7. Конопелька — деревня.
8. Крупка — деревня.
9. Лисное — деревня.
10. Мирное — деревня.
11. Острожанка — деревня.
12. Первомайск — деревня.
13. Синицкое Поле — деревня.
14. Сом — деревня.
15. Убортская Рудня — деревня.
16. Углы — деревня.
17. Чапаевский — посёлок.

## Инфраструктура
В агрогородке Буйновичи работает детский центр культуры и досуга.